# تريفور جاك كول
تريفور جاك كول (بالإنجليزية: Trevor Jack Cole)‏ هو كاتب بريطاني، ولد في القرن العشرين.